# إزيكييل مونيوث
إزيكييل مونيوث (بالإسبانية: Ezequiel Muñoz) (8 أكتوبر 1990 في الأرجنتين - ) هو لاعب كرة قدم أرجنتيني في مركزي الدفاع وقلب الدفاع. شارك مع منتخب الأرجنتين تحت 17 سنة لكرة القدم ومنتخب الأرجنتين تحت 20 سنة لكرة القدم. أما مع النوادي، فقد لعب مع بوكا جونيورز ونادي باليرمو ونادي جنوى ونادي سامبدوريا.

## وصلات خارجية
- إزيكييل مونيوث على موقع قاعدة بيانات كرة القدم.إي يو (الإنجليزية)
- إزيكييل مونيوث على موقع Soccerway.com (الإنجليزية)
- إزيكييل مونيوث على موقع عالم كرة القدم.نت (الإنجليزية)
- إزيكييل مونيوث على موقع AS.com (الإسبانية)